# Vitvattentjärnen (Jokkmokks socken, Lappland)
Vitvattentjärnen är en sjö i Jokkmokks kommun i Lappland och ingår i Råneälvens huvudavrinningsområde.